# Едвард Невілл Сіфрет
Едвард Невілл Сіфрет (англ. Edward Neville Syfret; нар. 20 червня 1889, Кейптаун — пом. 10 грудня 1972, Лондон) — британський воєначальник, адмірал Королівського військово-морського флоту Великої Британії, учасник Першої та Другої світових воєн.

## Біографія
Військова кар'єра
- 30 листопада 1908 — мічман
- 16 вересня 1909 — суб-лейтенант
- 18 жовтня 1910 — лейтенант
- 30 листопада 1917 — лейтенант-командер
- 30 червня 1922 — комодор
- 30 червня 1929 — капітан
- 5 січня 1940 — контрадмірал
- 21 червня 1943 — віцеадмірал
- 1 лютого 1946 — адмірал

Едвард Невілл Сіфрет народився 20 червня 1889 року, в одному з районів Кейптауна, Ньюсленді, в британському домініоні Південно-Африканському Союзі. Освіту здобув у Єпископальному коледжі Південної Африки та Королівському британському військово-морському коледжі. У 1904 році поступив на військову службу до Королівського флоту Великої Британії, здобув освіту корабельного артилериста.
Сіфрет був офіцером-артилеристом корабельної артилерії на легких крейсерах «Аурора», «Кентаур» та «Кюрасао», де проходив службу за часів Першої світової війни. Ці бойові кораблі були флагманами майбутнього адмірала флоту Р. Тірвітта, що командував Силами Гарвіджа. 1927 став офіцером корабельної артилерії на Середземноморському флоті Британської імперії.
Напередодні Другої світової війни він командував лінійним кораблем «Родні» флоту Метрополії. Проте, офіцер був добре відомий на флоті завдяки своїм інтелектуальним та організаторським здібностям, тому вже у листопаді 1939 року його призначили військово-морським секретарем Першого морського лорду Адміралтейства, яке очолював до травня 1940 року В. Черчилль, а потім А.Александер.
Незабаром Е.Сіфрета підвищили у контр-адмірали, наступною його посадою стало командування 18-ю крейсерською ескадрою Домашнього флоту імперії. Флагманом його формування був легкий крейсер «Единбург». Молодий адмірал відразу проявив себе талановитим керівником, організувавши підтримку З'єднання Н, яким командував віце-адмірал Дж. Сомервілль. Основним призначенням ескадри було забезпечення проведення конвоїв до обложеної Мальти.
У січні 1942 року контр-адмірал Едвард Сіфрет очолив це з'єднання та вже у травні проводив операцію «Айронклад» із захоплення контрольованої урядом Віші французької колонії Мадагаскар та недопущення розгортання на ньому військово-морських баз Імперського Японського ВМФ.
У серпні 1942 року він повернувся до Середземного моря, на чолі З'єднання Н проводив операцію «П'єдестал», а в листопаді керував висадкою союзних військ на півночі Африки.
У 1943 році Сіфрет повернувся до Лондона, де посів посаду заступника начальника штабу флоту й підключився до планування та підготовки операції з висадки англо-американських військ у Нормандії, а наприкінці війни брав участь у плануванні перекидання частини британського флоту на Тихоокеанський театр війни для допомоги американському флоту в битві проти японців.
Після війни віце-адмірал Е.Сіфрет три роки командував Флотом Метрополії, в один з найскладніших періодів в історії Королівських ВМС, коли у післявоєнний час, флот зазнав колосальних скорочень, багато заслужених військових кораблів виводили зі складу бойових сил та різали на метал, а бойові офіцери й матроси звільнялися за демобілізацією. 1946 отримав звання адмірала, 1948 році звільнився з лав збройних сил Великої Британії.